# CS Universitatea Cluj-Napoca
Le Clubul Sportiv Universitatea Cluj-Napoca est un club omnisports roumain fondé en septembre 1919 et basé à Cluj-Napoca.
Il compte plusieurs sections sportives dont :
- Football
- Handball féminin
- Rugby à XV
- Volley-ball féminin